# Coppa di football americano dell'Estremo Oriente 2016
La coppa di football americano dell'Estremo Oriente 2016 è la 2ª edizione del campionato di football americano di primo livello, che raggruppa squadre provenienti dal Circondario federale dell'Estremo Oriente.

## Squadre partecipanti
| Club                   | Città                | Stadio | Sponsor ufficiale |
| ---------------------- | -------------------- | ------ | ----------------- |
| Khabarovsk Legio 27    | Chabarovsk           |        |                   |
| Steel Wings Komsomolsk | Komsomol'sk-na-Amure |        |                   |
| Vladivostok Wildpandas | Vladivostok          |        |                   |

## Calendario
| Chabarovsk 27 agosto 2016 | Khabarovsk Legio 27 | 39 – 10 | Steel Wings Komsomolsk | Stadion Lokomotiv |

| Komsomol'sk-na-Amure 17 settembre 2016 | Steel Wings Komsomolsk | 7 – 52 (7-15 0-6 0-16 0-15) referto | Khabarovsk Legio 27 | Stadion Metallurg |

| Chabarovsk 24 settembre 2016 | Khabarovsk Legio 27 | 14 – 27 (0-7 6-7 8-7 0-6) referto | Vladivostok Wildpandas | Stadion Lokomotiv |

| Chabarovsk 25 settembre 2016 | Steel Wings Komsomolsk | 0 – 75 referto | Vladivostok Wildpandas | Stadion Lokomotiv |

| Vladivostok 1º ottobre 2016 | Vladivostok Wildpandas | 40 – 12 (0-0 20-0 7-0 13-12) referto | Khabarovsk Legio 27 | Stadion DVFU (400 spett.) |

## Classifica
La classifica della regular season è la seguente:
- PCT = percentuale di vittorie, G = partite giocate, V = partite vinte,  P = partite perse, PF = punti fatti, PS = punti subiti

| Pos. | Squadra                | PCT   | G | V | N | P | PF  | PS  |
| ---- | ---------------------- | ----- | - | - | - | - | --- | --- |
| 1    | Vladivostok Wildpandas | 1.000 | 3 | 3 | 0 | 0 | 142 | 26  |
| 2    | Khabarovsk Legio 27    | .500  | 4 | 2 | 0 | 2 | 117 | 84  |
| 3    | Steel Wings Komsomolsk | .000  | 3 | 0 | 0 | 3 | 17  | 166 |

## Verdetti
- Vladivostok Wildpandas Campioni dell'Estremo Oriente 2016